# Jenna Ortega
Jenna Marie Ortega (Coachella Valley, Kalifornia, 2002. szeptember 27. –) amerikai színésznő.
Főszerepet játszott a Sikoly, a Sikoly VI., illetve az X című slasher filmekben. 2022-ben kezdte el játszani Wednesday Addams szerepét a Netflix horror-komédia sorozatában, a Wednesday-ben, amiért Golden Globe, Primetime Emmy és Screen Actors Guild-díj jelölést kapott.

## Élete és pályafutása
2002. szeptember 27-én született Coachella Valley-ben. Édesanyja Natalie Ortega, édesapja pedig Edward Ortega. Öt testvére van. A kaliforniai La Quintában nőtt fel. Hatéves korától kezdve színésznő akart lenni; három éven át könyörgött édesanyjának, hogy hagyja karriert csinálni. Az anyja megpróbálta elterelni a figyelmét olyan tevékenységekkel, mint a foci és az iskola. Ortega szinte abbahagyta a színészi pályát, hogy az előbbiben részt vehessen. Édesanyja később vett neki egy monológkönyvet, és közzétett egy videót, amelyen a kilencéves Ortega fellép. Egy casting igazgató megnézte a videót, és leszerződtette egy ügynökséghez.
Kilenc évesen kezdte a színészkedést, első szerepeit televíziós sorozatokban kapta, egy-egy epizódban szerepelhetett a CSI:NY és a Days of our Lives című sorozatokban. 2014-től 2017-ig a fiatal Jane-t alakította a Golden Globe-díjas Szeplőtelen Jane sorozatban. 2016-tól játssza Harley-t a Disney Channel A zűr közepén című vígjátéksorozatában. Érdekesség, hogy Harley-hoz hasonlóan Jenna a középső gyerek a családban. 2022-ben címszerepet kapott a Netflix Wednesday című sorozatában, mellyel Golden Globe-díjra jelölték. Ugyanebben az évben a Sikoly V.-ben, majd 2023-ban a Sikoly VI.-ban kapott szerepet. 2024 januárjában a Csábító leckék című filmben tűnt fel Martin Freeman oldalán.
Szabadidejében szívesen focizik, olvas, és kutyáival, Annával és Brooklynnel sétál. Jelenleg születési helyén, Coachella Valley-ban él.

## Filmográfia

### Film
| Év   | Magyar cím                               | Eredeti cím                     | Szerep         | Magyar hang        |
| ---- | ---------------------------------------- | ------------------------------- | -------------- | ------------------ |
| 2013 | Vasember 3.                              | Iron Man 3                      | alelnök lánya  |                    |
| 2013 | Insidious – A gonosz háza                | Insidious: Chapter 2            | Annie          | Pál Zsófia         |
| 2014 | Kis gézengúzok nagy napja                | The Little Rascals Save the Day | Mary Ann       | Károlyi Lili       |
| 2015 |                                          | After Words                     | Anna Chapa     |                    |
| 2018 |                                          | Saving Flora                    | Dawn           |                    |
| 2020 | A bébiszitter – A kárhozottak királynője | The Babysitter: Killer Queen    | Phoebe Atwell  | Schmidt Sára       |
| 2021 | Igen nap                                 | Yes Day                         | Katie Torres   | Vida Sára          |
| 2021 | Utóhatás                                 | The Fallout                     | Vada Cavell    | Mayer Szonja       |
| 2022 | Sikoly                                   | Scream                          | Tara Carpenter | Mayer Szonja       |
| 2022 | Stúdió 666                               | Studio 666                      | Skye Willow    | Bogdányi Titanilla |
| 2022 | X                                        | X                               | Lorraine Day   | Károlyi Lili       |
| 2022 | Amerikai mészárlás                       | American Carnage                | Camila Montes  | Staub Viktória     |
| 2023 | Sikoly VI.                               | Scream VI                       | Tara Carpenter | Mayer Szonja       |
| 2023 |                                          | Finestkind                      | Mabel          |                    |
| 2024 | Csábító leckék                           | Miller's Girl                   | Cairo Sweet    | Staub Viktória     |
| 2024 |                                          | Winter Spring Summer or Fall    | Remy Aguilar   |                    |
| 2024 | Beetlejuice Beetlejuice                  | Beetlejuice Beetlejuice         | Astrid Deetz   | Staub Viktória     |
| 2025 |                                          | Death of a Unicorn              | Ridley Kintner |                    |
| 2025 | Hurry Up Tomorrow – Az éjszaka határán   | Hurry Up Tomorrow               | Anima          | Staub Viktória     |

### Televízió
| Év        | Magyar cím                      | Eredeti cím                    | Szerep                      | Magyar hang            | Megjegyzések                    |
| --------- | ------------------------------- | ------------------------------ | --------------------------- | ---------------------- | ------------------------------- |
| 2012      |                                 | Rob                            | lány                        |                        | 1 epizód                        |
| 2012      | CSI: New York-i helyszínelők    | CSI:NY                         | Aimee Moore                 |                        | 1 epizód                        |
| 2014      |                                 | Rake                           | Zoe Leon                    |                        | visszatérő szereplő             |
| 2014–2019 | Szeplőtelen Jane                | Jane the Virgin                | Jane Villanueva fiatalon    |                        | visszatérő szereplő (22 epizód) |
| 2015      | Richie Rich                     | Richie Rich                    | Darcy                       |                        | főszereplő                      |
| 2016–2018 | A zűr közepén                   | Stuck in the Middle            | Harley Diaz                 | Gyarmati Laura         | főszereplő                      |
| 2016–2020 | Elena, Avalor hercegnője        | Elena of Avalor                | Isabel hercegnő (hangja)    | Szűcs Anna Viola       | főszereplő                      |
| 2016      | Elena és Avalor titka           | Elena and the Secret of Avalor | Isabel hercegnő (hangja)    | Szűcs Anna Viola       | tévéfilm                        |
| 2018      | Bizaardvark                     | Bizaardvark                    | Izzy                        | Hermann Lilla[forrás?] | 1 epizód                        |
| 2019      | Te                              | You                            | Ellie Alves                 | Mayer Szonja           | főszereplő                      |
| 2019-2023 | Green család a nagyvárosban     | Big City Greens                | Gabriella Espinosa (hangja) |                        | 6 epizód                        |
| 2020      |                                 | Home Movie: The Princess Bride | Boglárka hercegnő           |                        | 1 epizód                        |
| 2020–2022 | Jurassic World: Krétakori tábor | Jurassic World Camp Cretaceous | Brooklynn (hangja)          | Vida Sára              | főszereplő                      |
| 2022-     | Wednesday                       | Wednesday                      | Wednesday Addams            | Staub Viktória         | főszereplő                      |